# Site d'initiation de la transcription
Pour les articles homonymes, voir TSS.
Le site d'initiation de la transcription (en anglais, transcription start site, TSS) est le premier nucléotide de l'ADN qui est transcrit en ARN.

## Identification du site d'initiation de la transcription
Le site d'initiation de la transcription ne correspond pas au premier acide aminé de la protéine correspondante (si cet ARN est traduit). Il est difficile de déterminer sa position exacte par bio-informatique, mais il existe plusieurs méthodes expérimentales pour le localiser :
- L'extension d'amorce
- La cartographie à la nucléase
- Le CAGE ou cap analysis of gene expression (identification du « cap » - début d'un ARN messager - par analyse de l'expression génique).